# Кріс Айзек
Кріс Айзек (Айзак) (англ. Chris Isaak, *26 червня 1956, Стоктон, Каліфорнія, США) — популярний американський рок-музикант, вокаліст, композитор, також знімався у кіно.

## Дискографія
- 1985 Silvertone
- 1986 Chris Isaak
- 1989 Heart Shaped World
- 1991 Wicked Game
- 1993 San Francisco Days
- 1995 Forever Blue
- 1996 Baja Sessions
- 1998 Speak Of The Devil
- 2002 Always Got Tonight
- 2004 Christmas

## Сингли
Wicked Game 1990

## Фільмографія
Кіно
- Заміжня за Мафією - "Клоун" (1988)
- Мовчання ягнят - Командир SWAT (1991)
- Твін Пікс: Вогню, іди зі мною - агент Честер Дезмонд(1992)
- Маленький Будда - Дін Конрад(1993)
- Те, що ти робиш! - Дядько Боб(1996)
- Благодать мого Серця - Метью Льюїс(1996)
- Брудний сором - Вон Стіклз(2004)
- Інформатори - Ліс Прайс(2008)

Телебачення
- Розумник - Співак у барі(1987)
- Шоу Ларрі Сандерса - сам себе (сезон 4 епізод 6, 1995)
- Друзі - Роб Доннан(сезон 2, епізод 12, 1996)
- Із Землі на Місяць - Едвард Вайт II(1998)
- Район Мелроуз - сам себе - Запрошена зірка(сезон 7, епізод 28, 1998)
- Дуже пізнє шоу з Крейгом Кілборном - сам себе(сезон 3, епізод 40, 29.06.2001)
- Найвеличні - сам себе(2003)
- Ед -Джеймі Деккер(сезон 3, епізод 20, 2003)
- Найвеличні - сам себе/ведучий(2003)
- Шоу Кріса Айзека - сам себе(2001-2004)
- Американські мрії - Рой Орбісон(сезон 2, епізод 14, 2004)
- Футбольне шоу - сам себе(Суперфінал, 2004)
- Дуже пізнє шоу з Крейгом Фергюссоном - Майкл Кейн у космосі(сезон 2, епізд 177, 2006)
- Великі виступи Джеррі Лі Льюїса - сам себе(2007)
- Шоу Білла Енгвала - сам себе(сезон 1, епізод 6, 2007)
- Австралійський Ідол - сам себе(сезон 6, 9-10.11.2008)
- Година Кріса Айзека - сам себе/ведучий(2009)
- Шоу Джорджа Стромболополоса - сам себе(сезон 2, епізод 23, 2011)
- Шоу Конана - сам себе(епізод 192, 4.01.2012)
- Вільні Жінки - сам себе(28.09.2012)
- Вечірнє шоу - сам себе(13.01.2014)
- Кралі в Клівленді - Чейз Джексон(2014)
- За садовим парканом - Энох(2014)
- Час пригод - 7718(2015)
- X Фактор Австралія - сам себе/суддя,тренер(2015)
- Дикий Захід Шерифа Каллі - Джонні Струм(голос)(сезон 2, 2016)

Музичні кліпи
- Елтон Джон - Sacrifice - чоловік(1989)